# ساكاباتو
ساكاباتو (逆刃刀 - سيف معكوس الحد) سيف ياباني خيالي.
السيف الياباني المتداول (كاتانا)يكون الحد في الجهة المحدبة (الخارجية) من السيف بينما الحهه المقعرة (الداخلية) تكون غير حادة. اما في سيوف الساكاباتو فإن الجهة المقعرة هي الحادة.
لاتوجد دلائل على استخدام سيوف الساكاباتو في أي مرحلة من تاريخ اليابان, كما لايوجد أي أسلوب قتالي في اليابان يتبنى هذا السيف.
الجدير بالذكر أن سيوف الساكاباتو هي السلاح الرئيسي في مسلسل الأنمي المشهور روروني كينشين ويستخدمة البطل كينشين.